# Banpotoc, Hunedoara
Banpotoc este un sat în comuna Hărău din județul Hunedoara, Transilvania, România.
Satul este așezat în partea de est a comunei Harau, jud. Hunedoara, pe malul Mureșului, la poalele Munților Metaliferi.
Se află pe o zonă joasă de luncă și una de dealuri. Cel mai ridicat vârf are 638 m, numit "Vârful Cornetului".
Zona de dealuri reprezintă 70% din suprafața satului.
Sursa:„Toponimia Românească"-Iorgu Iordan

Satul este înfrățit cu Vineuil, Loir et Cher, France, din 1990.

## Personalități
- Nicolae Bembea (1867 - 1960), deputat în Marea Adunare Națională de la Alba Iulia 1918, primar

## Obiective turistice
I Giardini di Zoe – Villa Vinci este o grădină privată, amenajată în stilul italian.

## Imagini

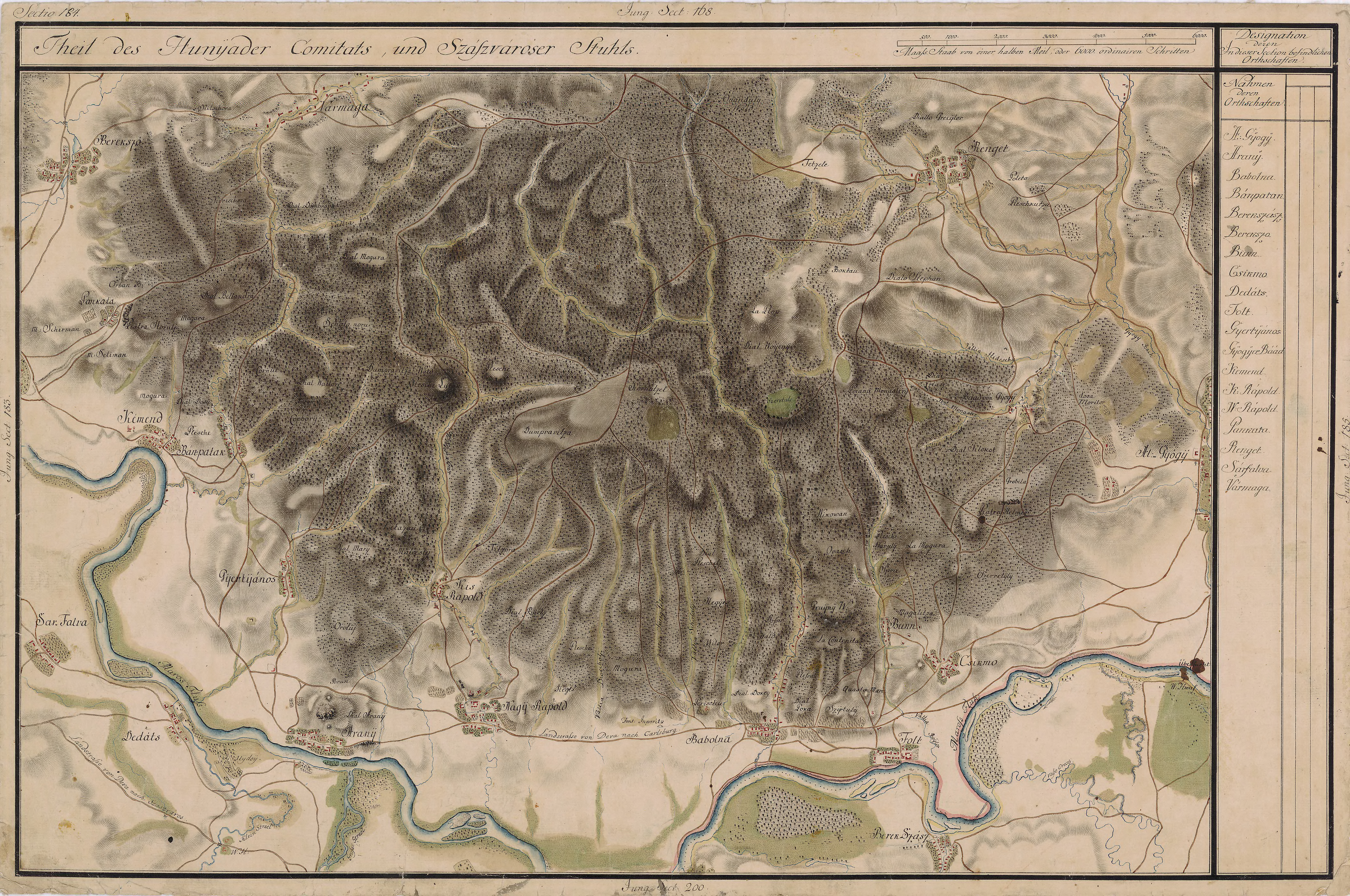
Banpotoc în Harta Iosefină a Transilvaniei, 1769-1773
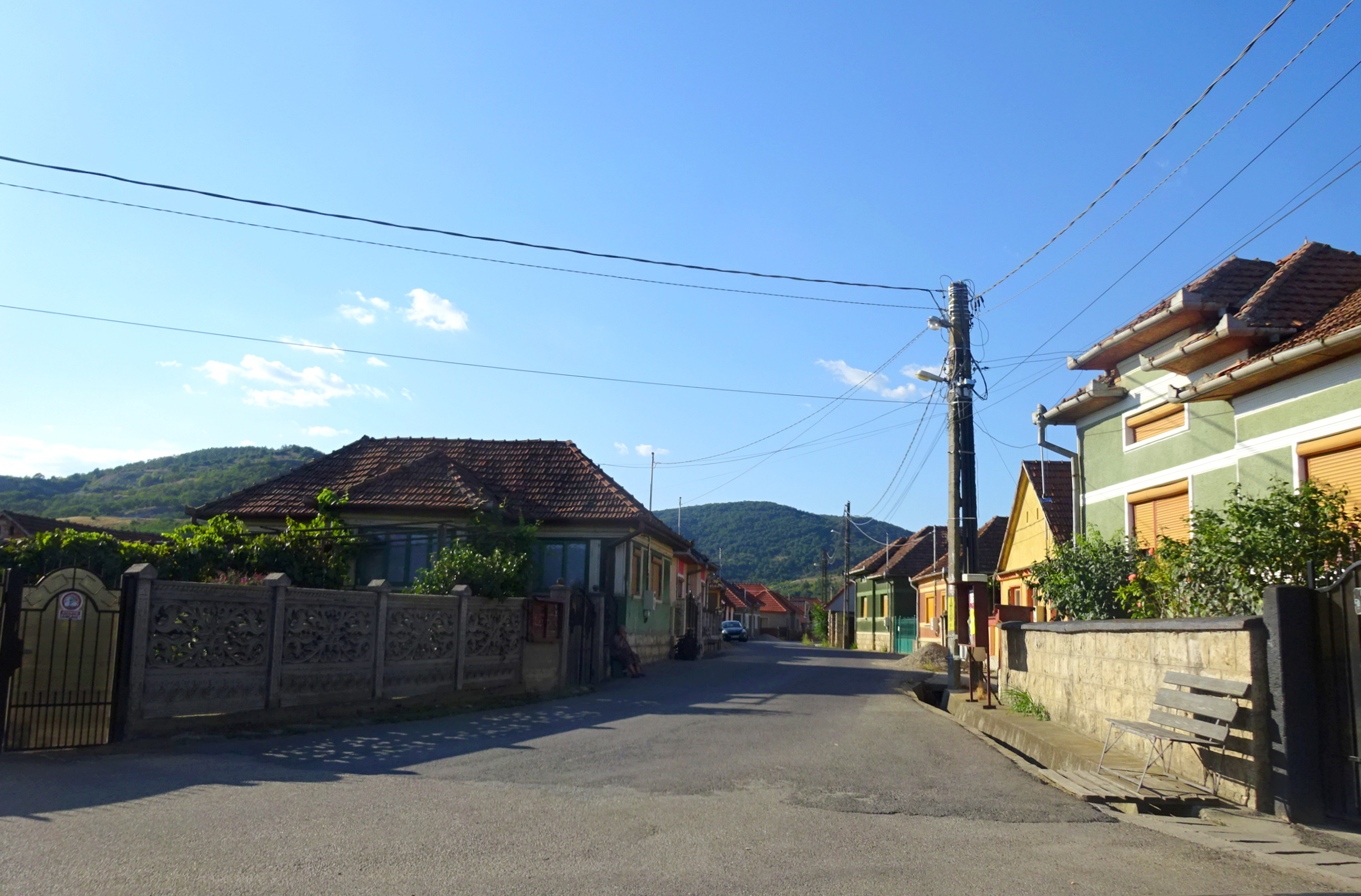
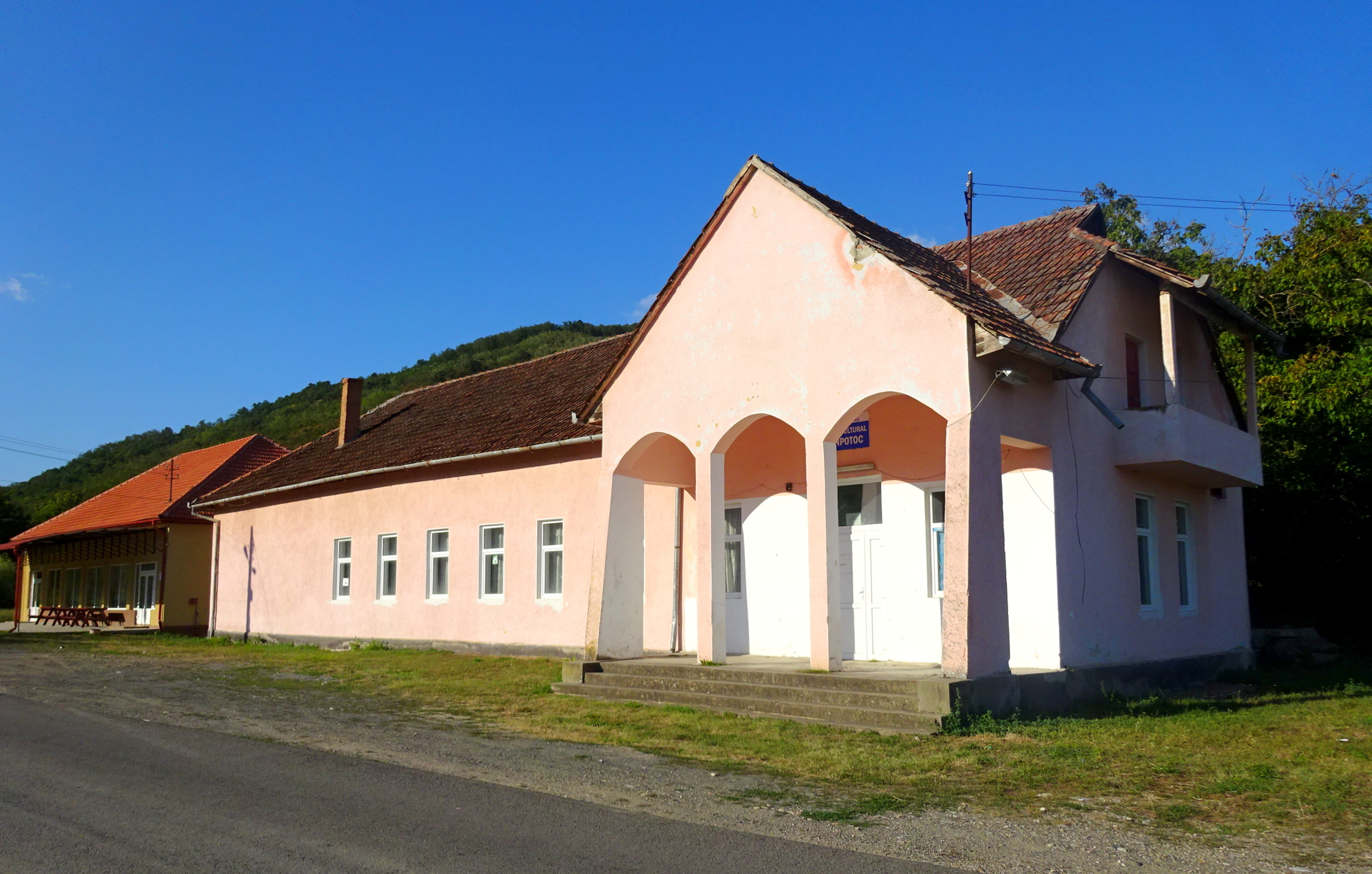
Căminul cultural
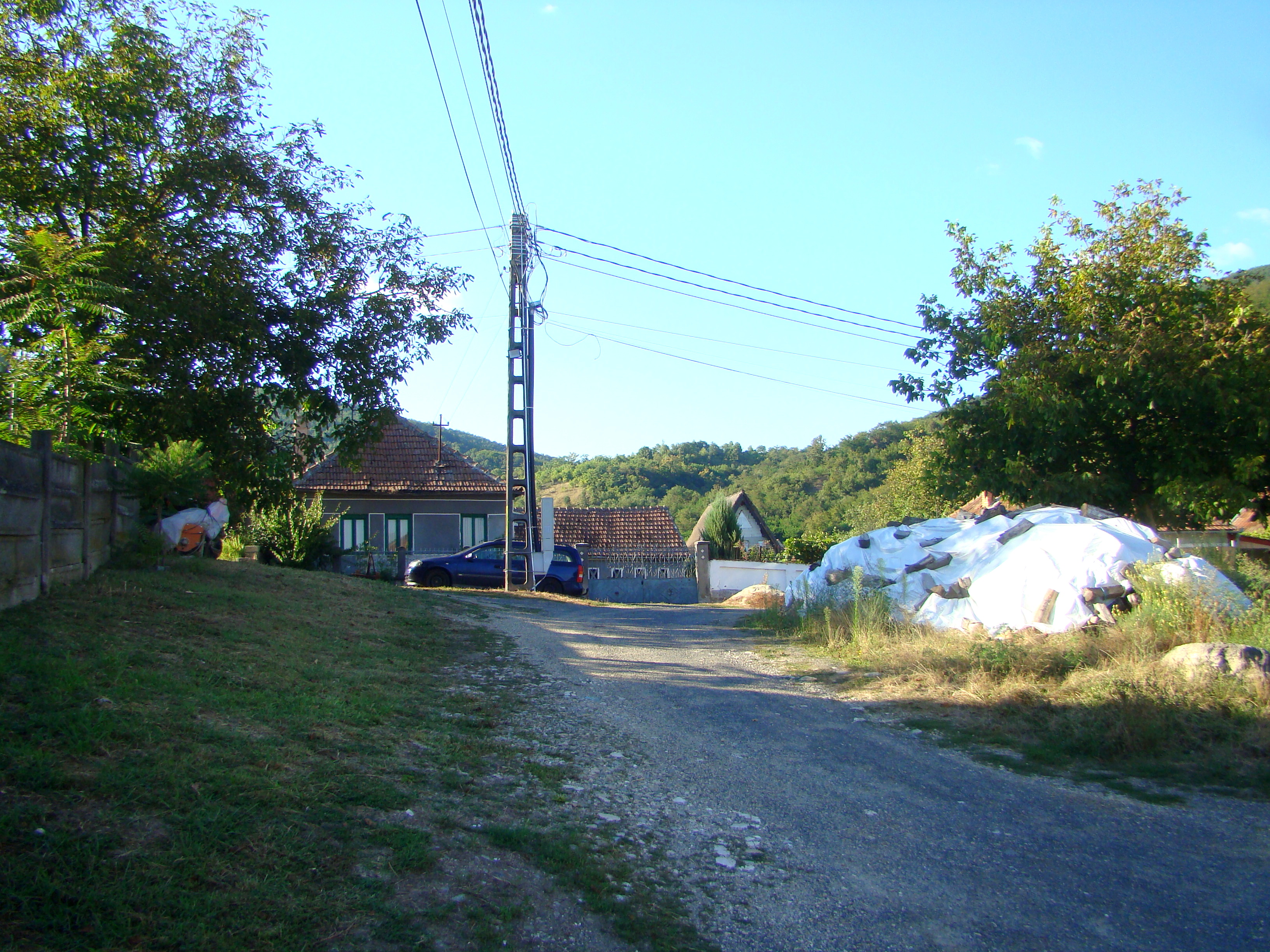
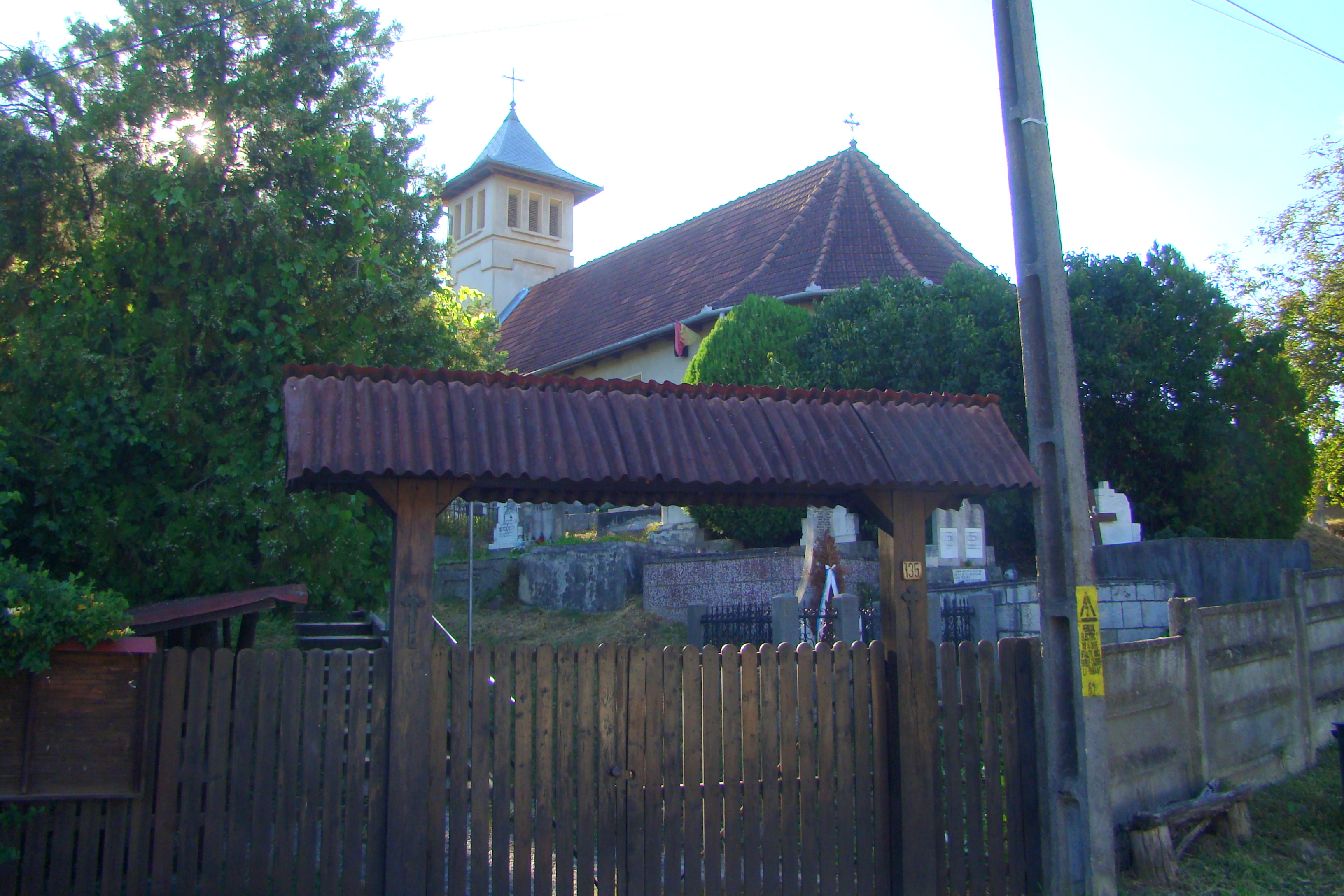
Biserica Sfinții Arhangheli din Banpotoc (1984)
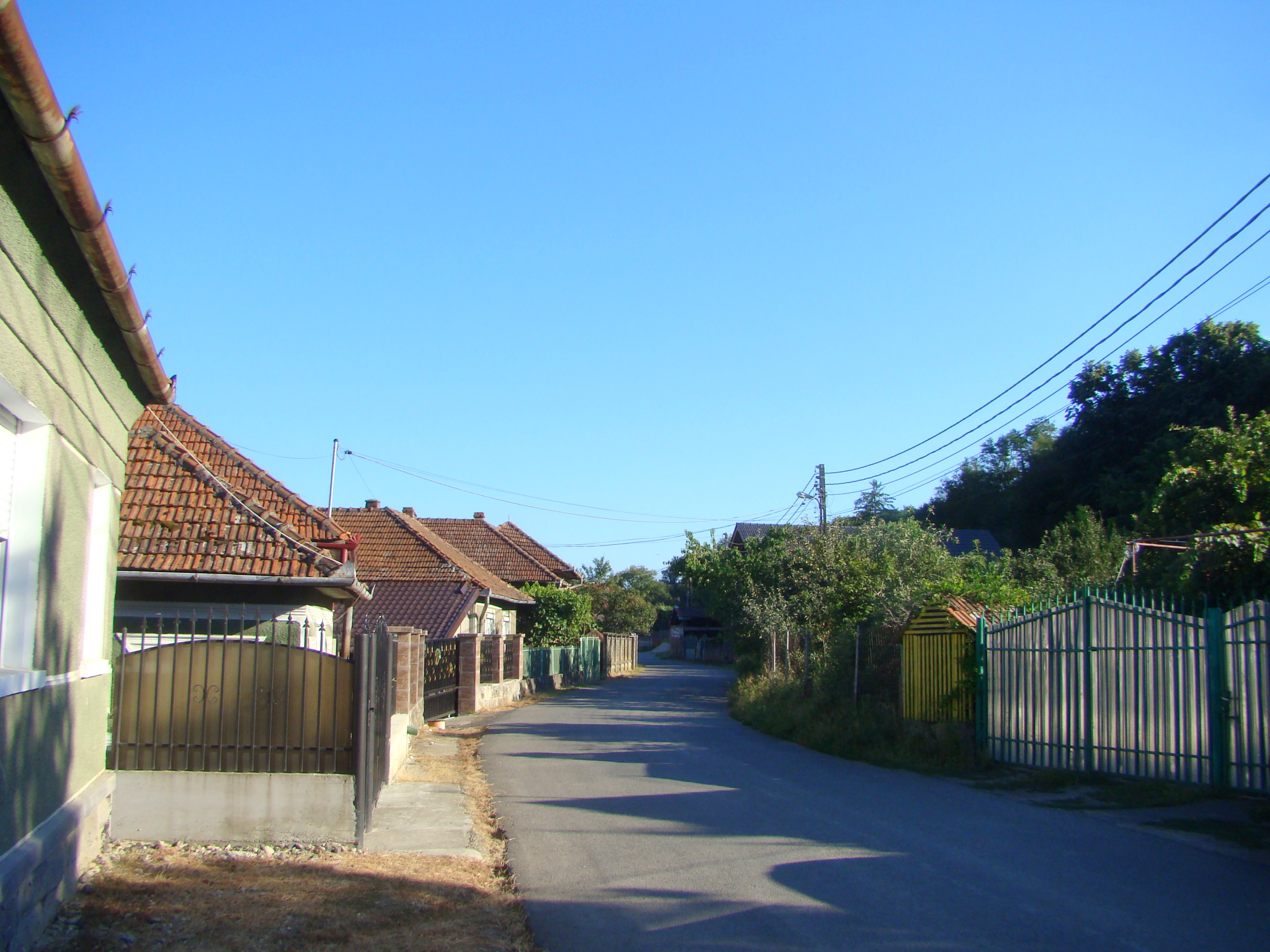
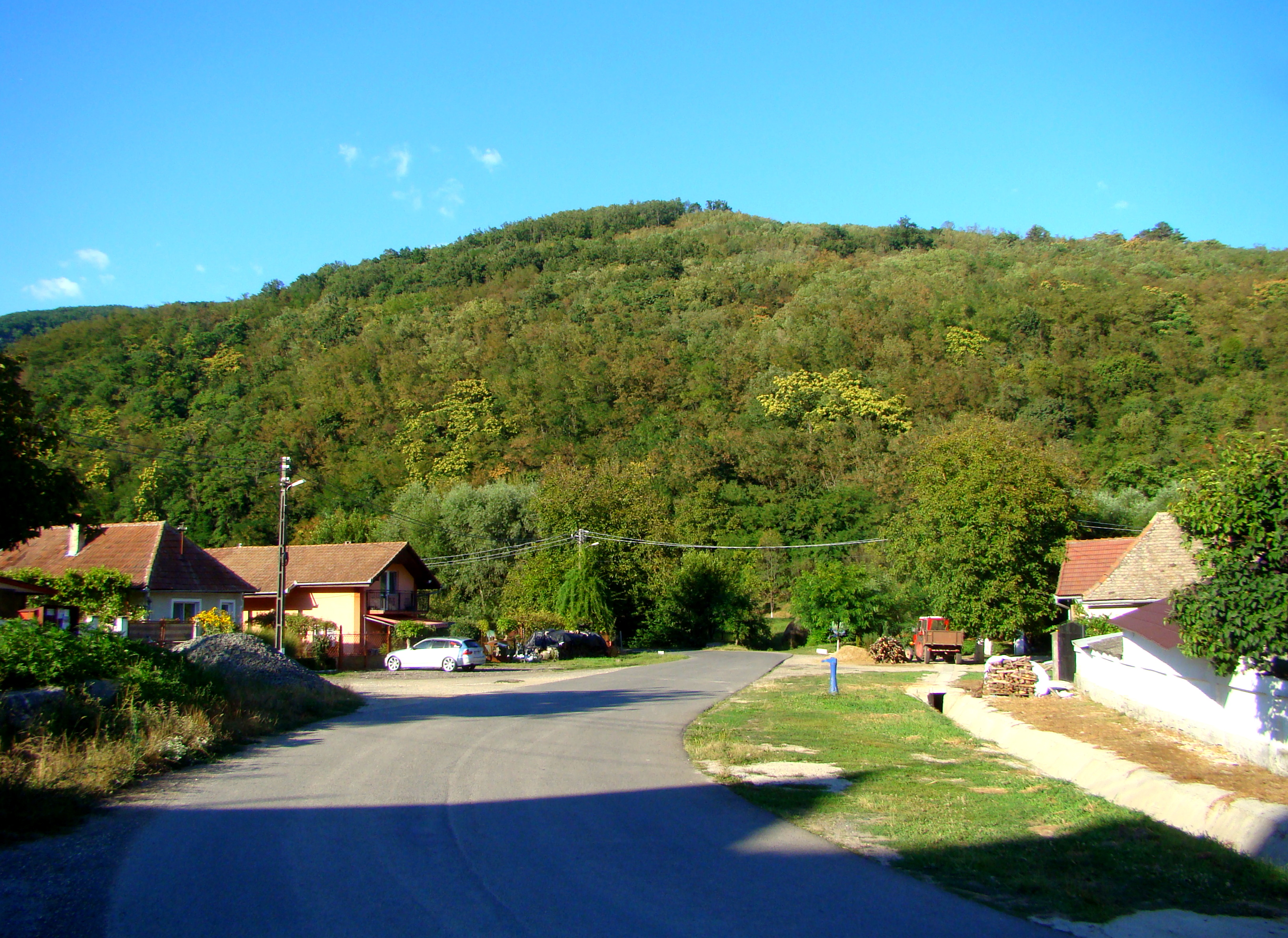
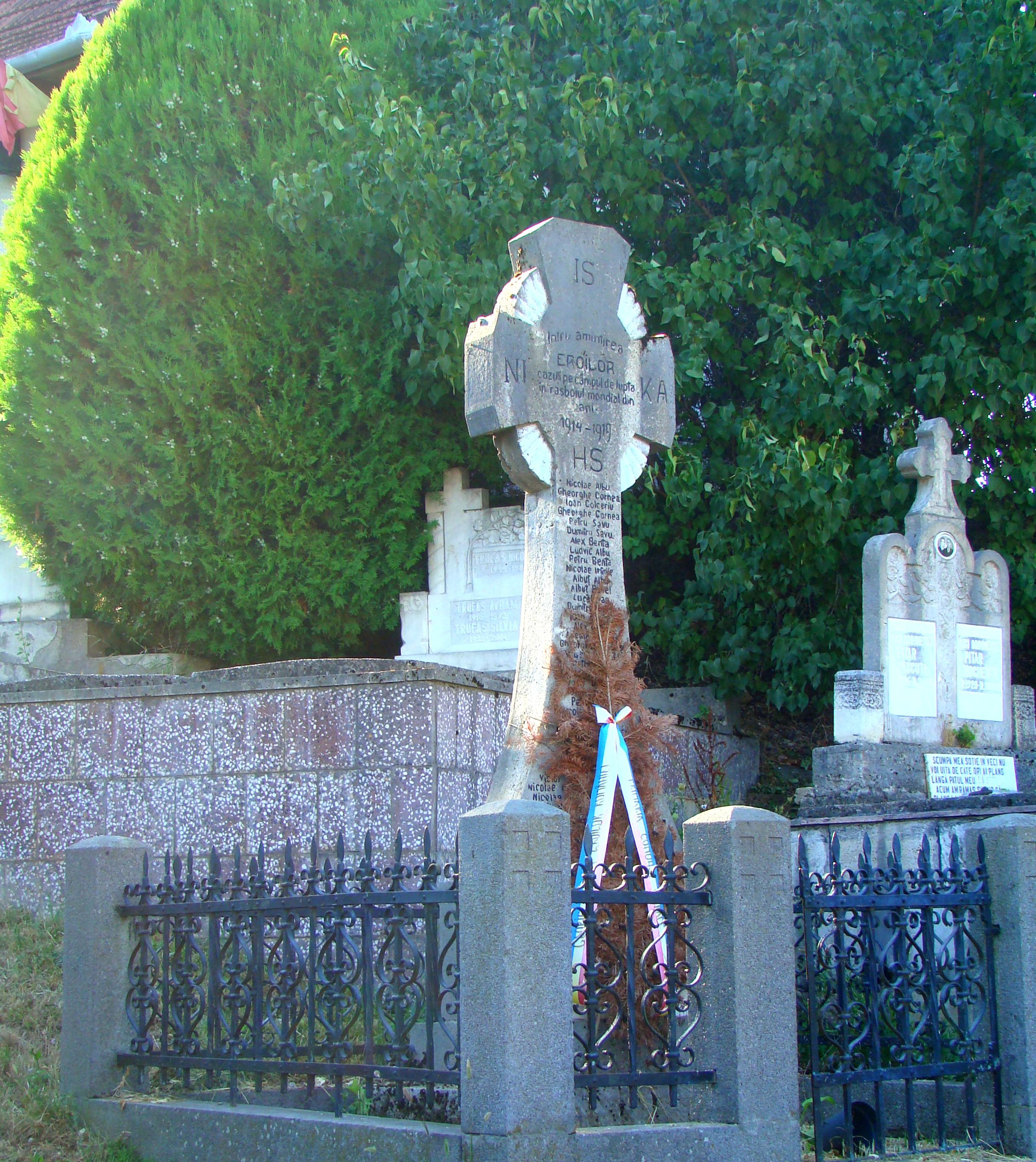
Monumentul eroilor
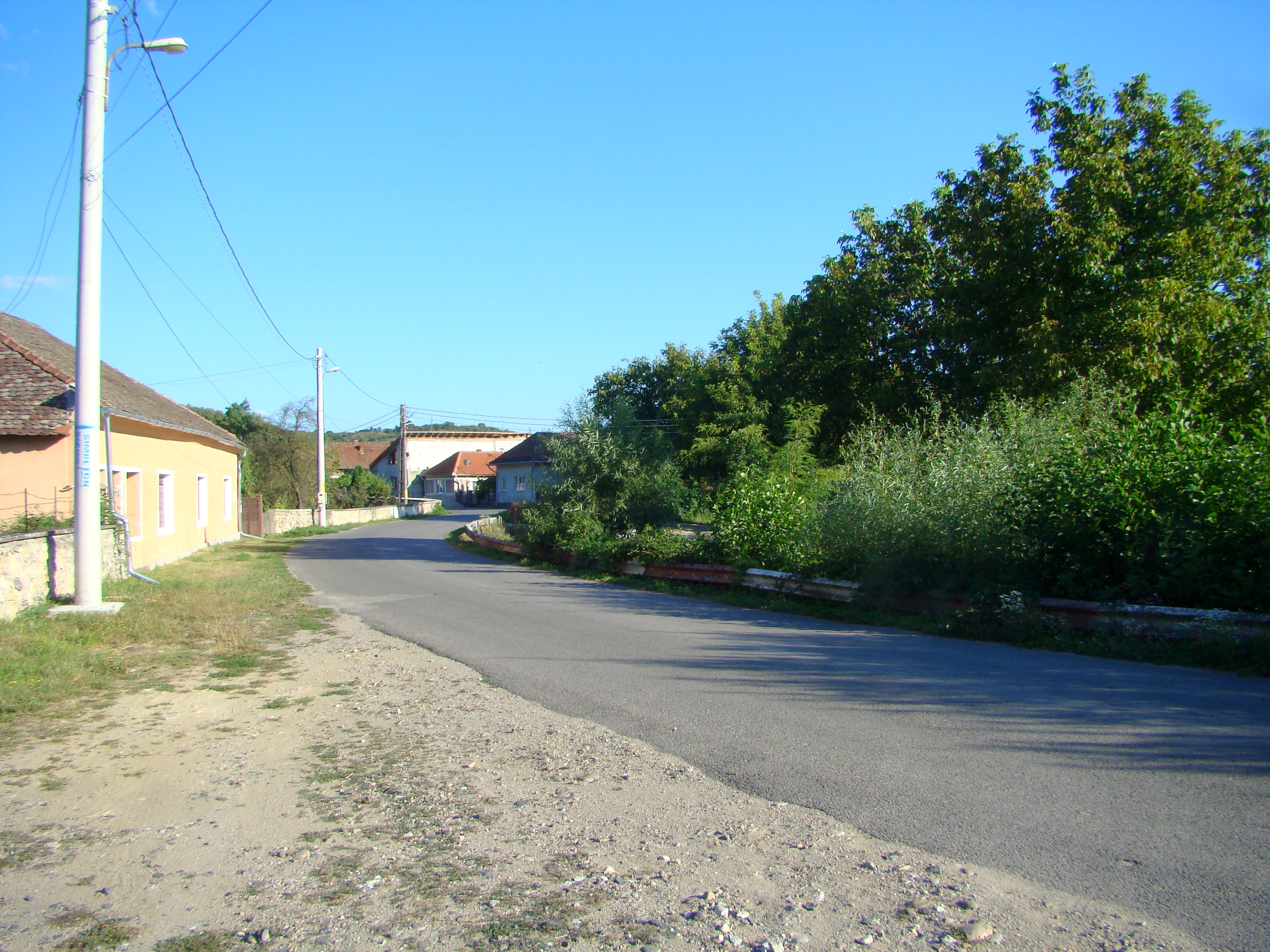
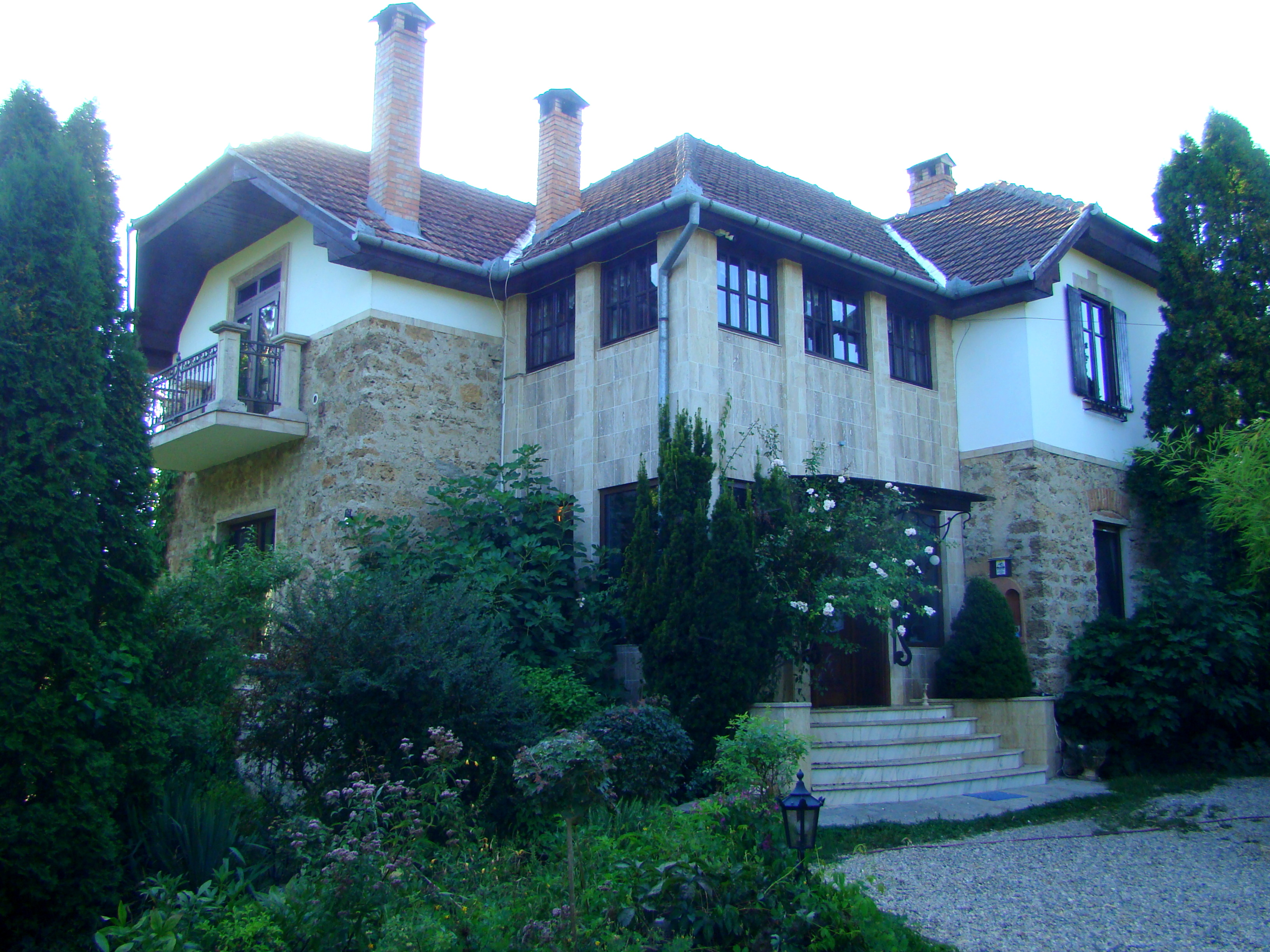
Vila Castelul Maria
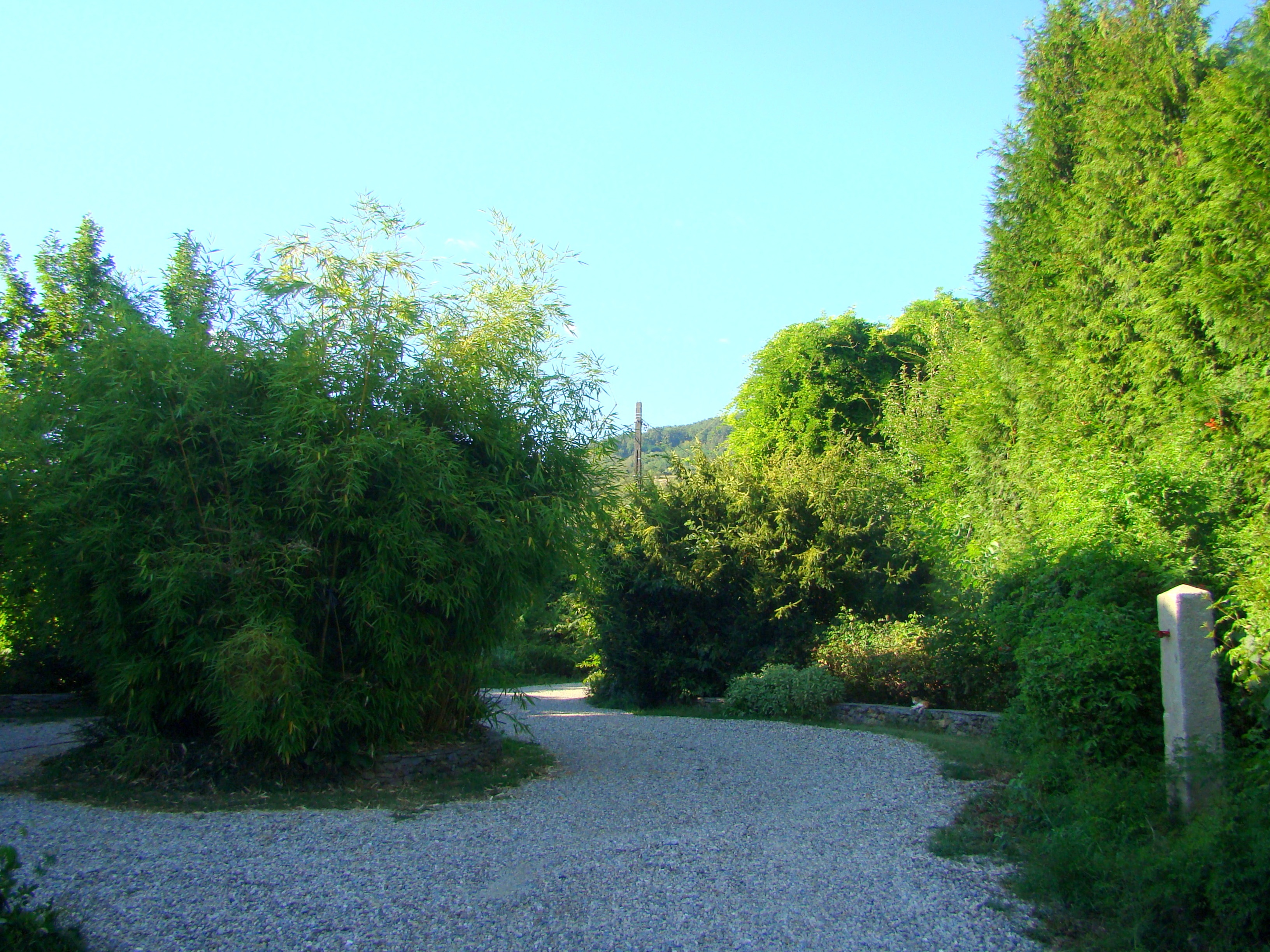
Parcul
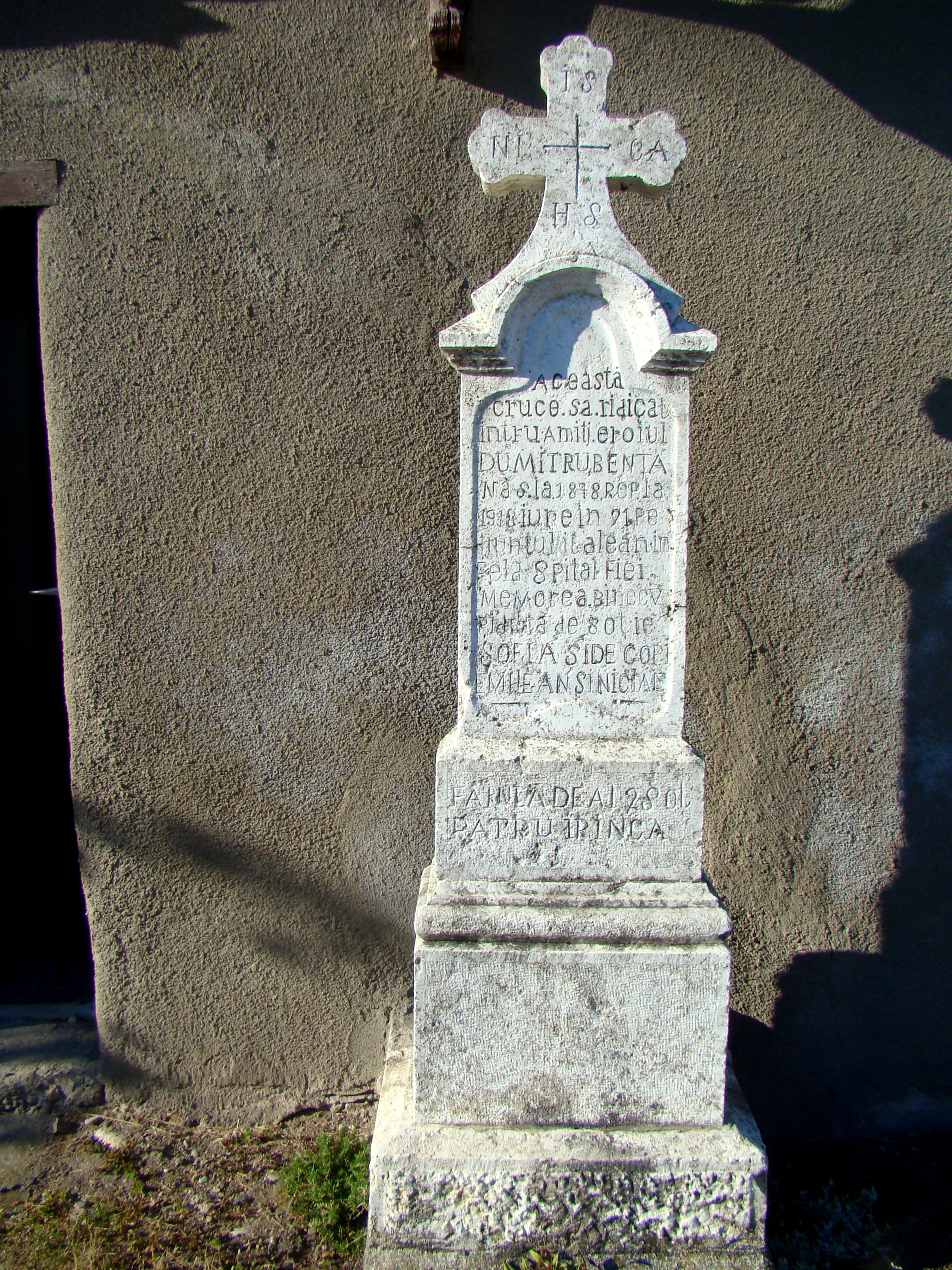
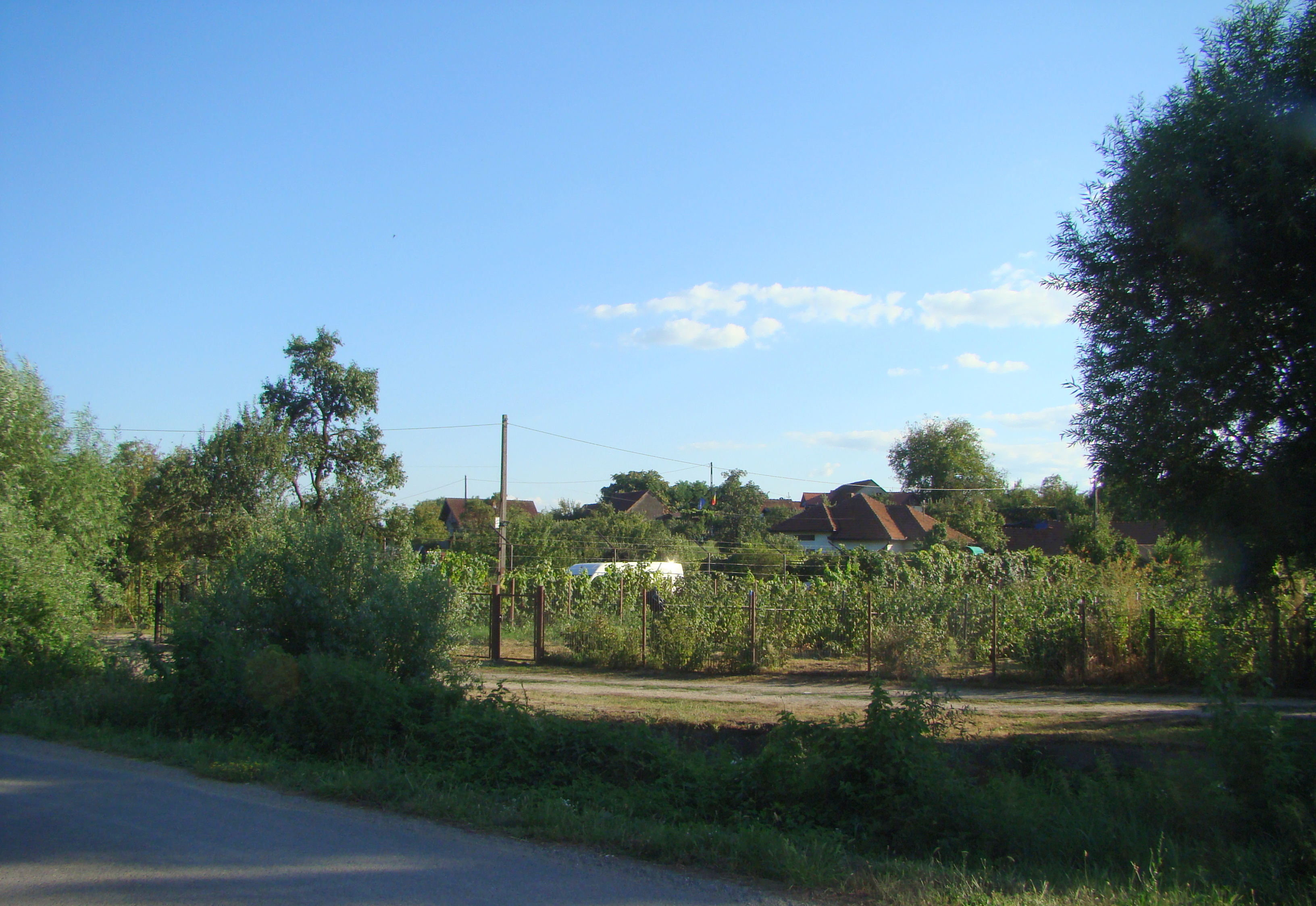